# Pattinaggio di figura

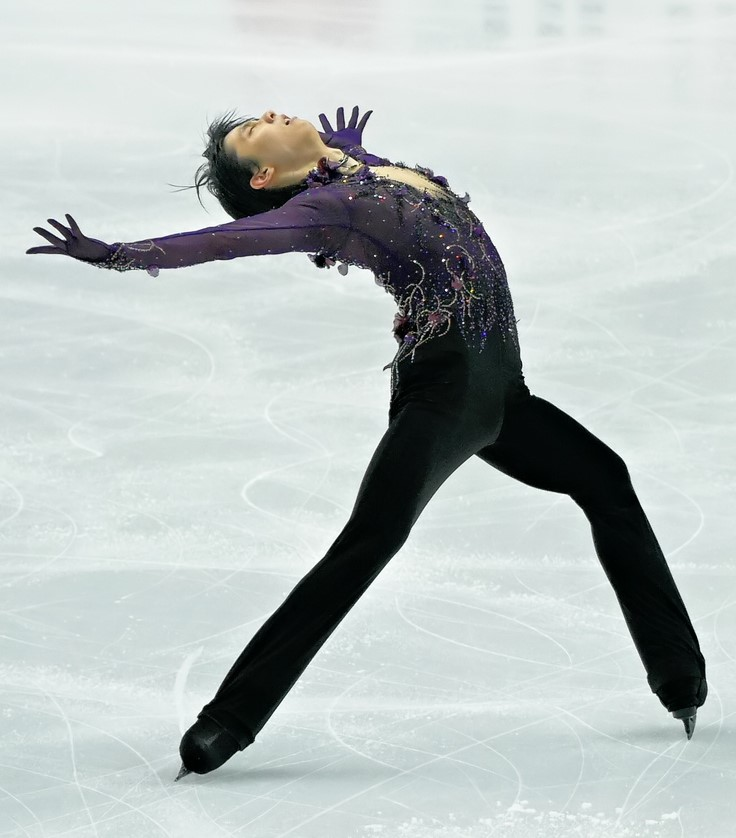
Yuzuru Hanyu nel 2019

Il pattinaggio di figura è uno sport invernale individuale, di coppia e di squadra in cui gli atleti, dotati di pattini, eseguono sul ghiaccio degli esercizi composti da figure, passi, trottole e salti, su una base musicale. Fu il primo sport invernale incluso nelle Olimpiadi, nel 1908. Le quattro discipline olimpiche sono individuale maschile, individuale femminile, coppia coppia di artistico e danza su ghiaccio. Il pattinaggio sincronizzato non è disciplina olimpica. Dalle competizioni di livello intermedio al senior, i pattinatori generalmente eseguono due programmi (corto e lungo o libero), che a seconda della disciplina possono includere trottole, salti, sequenze di passi, sollevamenti, salti lanciati, spirali, e altri elementi o passi.
La lama del pattino ha una scanalatura sul fondo, la quale crea due bordi distinti - interno ed esterno, detti fili. Nel pattinaggio di figura, il pattinatore dovrebbe scivolare su uno dei fili della lama e non su entrambi contemporaneamente, il quale è denominato come filo piatto. Durante una trottola, il pattinatore usa un punto preciso della lama, che è la parte più rotonda della lama, appena dietro la punta e vicino al centro della lama. I pattini utilizzati nel pattinaggio individuale e di coppia hanno una serie di larghi denti seghettati chiamati dentini (toe picks in inglese) sulla parte anteriore della lama. I dentini sono principalmente utilizzati nello stacco di tre dei sei tipi di salti. Le lame da danza sono di un pollice (equivalente a 2,54 centimetri) più corte nella coda e hanno dentini più piccoli.
Quanto detto vale anche per la variante praticata sui pattini a rotelle.
L'attività agonistica internazionale è organizzata dalla International Skating Union (ISU). In Italia il pattinaggio di figura rientra tra le discipline di competenza della Federazione Italiana Sport del Ghiaccio (FISG).

## Definizioni e terminologie in uso

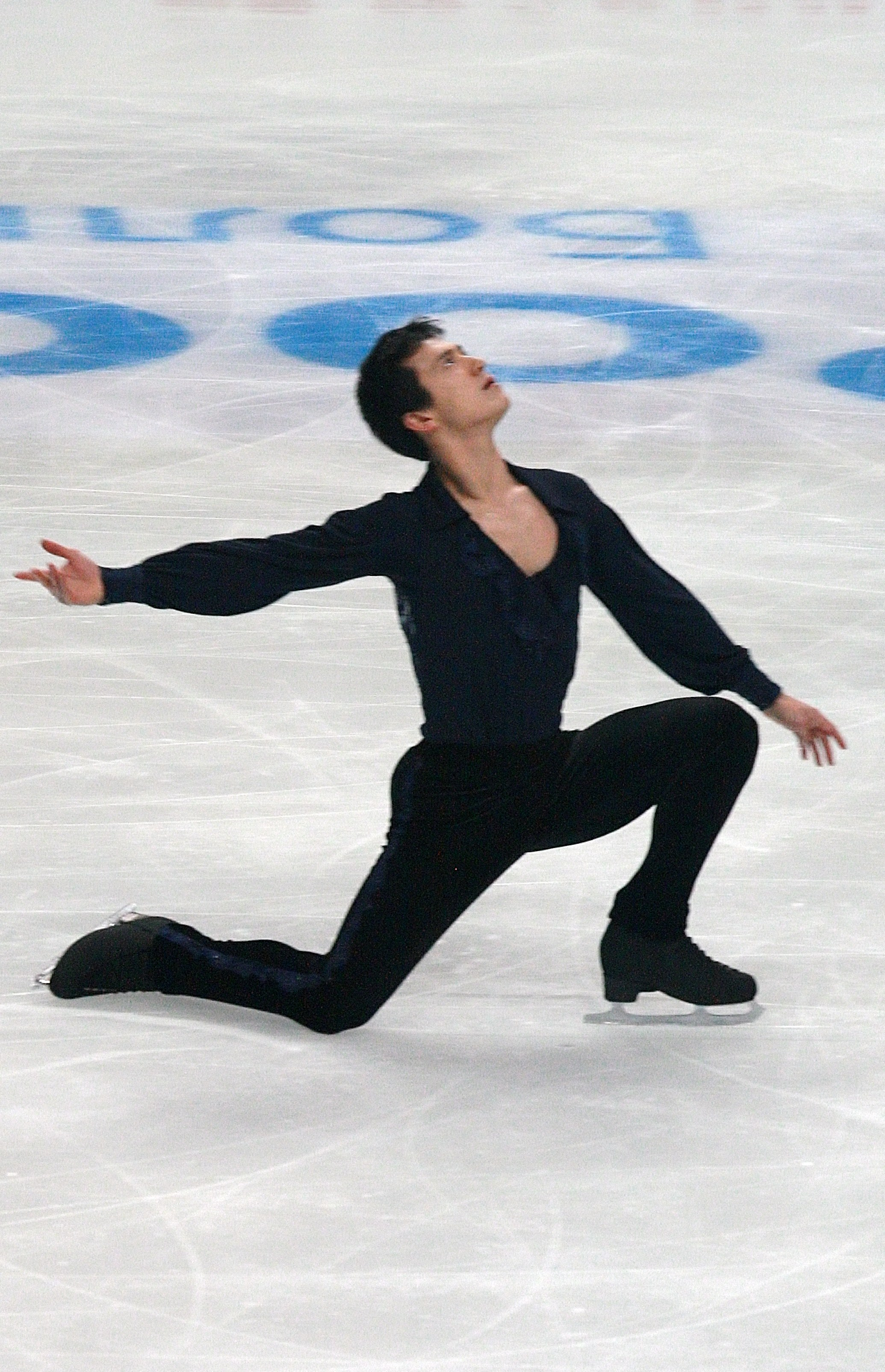
Patrick Chan nel 2012

Il termine "pattinaggio di figura" si impone nella lingua italiana con le olimpiadi invernali di Torino del 2006, sostituendo la dizione "pattinaggio artistico", precedentemente utilizzata sia per il ghiaccio che per le rotelle. L'anglicismo proviene da "figure skating". Difatti di origine inglese è lo sviluppo, a partire dall'inizio del 1800, dei passi base del pattinaggio (tre, boccola, controtre, venda,...) la cui esecuzione lascia impressa sul ghiaccio una figura, tracciata della lama che vi scorre. "Figure skating" si riferisce a questa accezione. L'espressione inglese si consoliderà e rimarrà inalterata ad indicare tutto l'insieme delle specialità artistiche compresa la danza, come a tutt'oggi asserito dall'ISU. Quindi le discipline che rientrano nel pattinaggio di figura sono il singolo (o individuale) maschile e femminile, la coppia, la danza. Nelle competizioni le figure vere e proprie (in inglese "compulsory figures" ossia "figure obbligatorie") prevedevano una loro sessione di gara e l'assegnazione di punteggi che contribuivano, assieme a quelli del programma libero, a determinare la classifica finale. Dal 1990, per varie ragioni, le figure sono state abolite dalle competizioni olimpiche su ghiaccio, lasciando il pattinaggio di figura... orfano delle figure. Il pattinaggio artistico a rotelle, che a tutt'oggi non è mai stato ancora chiamato "di figura", include invece nelle competizioni... le figure. Queste vengono dette assai di rado "figure obbligatorie", preferendo quasi sempre la denominazione "esercizi obbligatori" o più semplicemente "gli obbligatori".
L'accezione "di figura" non risulta presente nella lingua italiana prima del 2005, se non nel gergo di una ristretta schiera di tecnici ed esperti di scienze motorie. C'è comunque un antecedente. Il disastro aereo del febbraio 1961, in cui perì il team americano di pattinaggio, venne riportato da alcuna stampa italiana come "artistico", da altra stampa come "di figura", ma perché frettolosi e non competenti reporter tradussero pedissequamente "figure skating" con pattinaggio di figura. Si tratta comunque di un'eccezione cronologica.
La denominazione "pattinaggio artistico" è invece di origine francese (patinage artistique). Diffusasi con le opportune variazioni idiomatiche in tutte le lingue di radice latina compreso l'italiano, indica anch'essa l'insieme delle specialità del pattinaggio già citate, e può riferirsi sia al pattinaggio su ghiaccio che a quello su rotelle. Pertanto nell'italiano — unica lingua latina che contempla due termini diversi — le due dizioni "pattinaggio artistico" e "pattinaggio di figura" coesistono, paiono intercambiabili, e indicano entrambi come minimo l'insieme delle specialità su ghiaccio: libero, coppia e danza. Incidentalmente le stesse specialità esistono nel pattinaggio artistico a rotelle. Per completezza andrebbero aggiunte — anche qui sia per il pattinaggio su ghiaccio che per quello a rotelle — le ulteriori specialità sviluppatesi nel corso degli ultimi decenni, ossia pattinaggio sincronizzato o precision, "solo dance" (danza individuale), gruppi show (pattinaggio spettacolo).
Il settore del pattinaggio a rotelle rimane fedele alla dizione italiana "pattinaggio artistico". Idem per le nazioni francofone e per quelle con lingue di radice latina dove per le rotelle non esiste un corrispettivo terminologico di "figure skating". Americani e inglesi hanno invece introdotto e paiono oggi preferire il termine "figure skating" anche per le rotelle, o più precisamente "roller figure skating" per il pattinaggio artistico a rotelle su pattini tradizionali e "inline figure skating" per il pattinaggio artistico su pattini in linea. Nelle FAQ della federazione di pattinaggio a rotelle americana l'equivalenza dei due termini "artistic" e "figure" è sottolineata utilizzando l'uno sempre accompagnato dall'altro e viceversa. Prima dell'anno 2005 circa nel pattinaggio a rotelle era da loro usata solo la dizione "artistic skating" o "artistic roller skating", mentre "figure skating" era riservato al pattinaggio su ghiaccio. Per quanto riguarda l'attrezzo a rotelle resta in uso "artistic roller skates" piuttosto che "roller figure skates".
Al momento non esistono linee guida per la lingua italiana, con conseguente confusione di termini. Da un lato c'è chi ha deciso che l'appellativo di "artistico" vada riservata alle sole specialità su ghiaccio singolo e coppia ma non alla danza (mentre "artistico" si continua ad applicare indistintamente a tutte le specialità a rotelle). Altri si dolgono della gratuita introduzione del termine "di figura" per ciò che da sempre s'è chiamato "artistico", domandandosi provocatoriamente se arriveremo a utilizzare "schettinaggio di figura": dopotutto schettinaggio è una parola italiana contemplata nei vocabolari Treccani, Garzanti, Hoepli e De Mauro.
Nel seguito, più che altro per completezza, viene fornita la distinzione tra le diverse specialità su ghiaccio e a rotelle, ricordando comunque che per queste ultime va più correttamente utilizzata la denominazione di "pattinaggio artistico".

## Storia

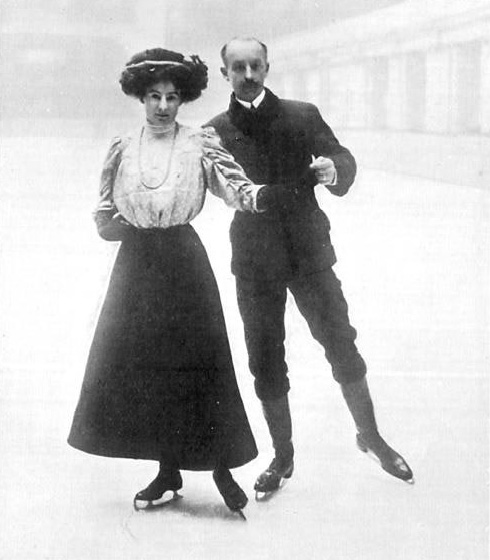
Madge e Edgar Syers

La prima gara ufficiale del pattinaggio artistico è il Campionato europeo che si è svolto nel 1891. Il primo campionato mondiale di pattinaggio di figura si è svolto nel 1896, limitatamente all'individuale maschile. L'individuale femminile è stato aggiunto nel 1906, l'artistico a coppie nel 1908. La danza su ghiaccio è una specialità più recente, che con la prima gara ufficiale che si è svolta ai mondiali nel 1952. Nel 1976 è stato creato il Campionato del mondo juniores. Nella stagione 1995-96 è stato creato il circuito Grand Prix, che culmina in una finale a cui partecipano i migliori pattinatori al mondo. Nel 1999 è stato creato il Campionato dei quattro continenti, l'equivalente del Campionato europeo per i pattinatori non europei.
Il pattinaggio di figura fu inserito nel programma olimpico ancora prima della nascita dei Giochi olimpici invernali. Fu presente infatti ai Giochi olimpici estivi di Londra 1908 e di Anversa 1920. Le tre prove di artistico fanno parte del programma olimpico invernale sin dai I Giochi olimpici invernali del 1924 a Chamonix. La danza su ghiaccio venne aggiunta ai Giochi di Innsbruck 1976. Il pattinaggio sincronizzato non è ancora stato inserito nel programma dei Giochi Olimpici Invernali, ma nel gennaio 2007 è stato ammesso per la prima volta alle Universiadi di Torino, primo passo per il futuro riconoscimento come specialità olimpica.
Dalla loro nascita il Campionato europeo e il Campionato del mondo si sono svolti quasi tutti gli anni. Nel 1896, 1897, 1902 e 1903 problemi legati alla mancanza di ghiaccio hanno portato all'annullamento del Campionato europeo. Eventi di portata mondiale come la Prima e la Seconda guerra mondiale hanno portato alla cancellazione di entrambe le gare fra il 1915 e il 1921 e di nuovo fra il 1940 e il 1946. Infine a causa della pandemia di COVID-19 sono stati annullati il Campionato del mondo del 2020 e il Campionato europeo del 2021. L'unico evento specificamente legato al pattinaggio che ha portato all'annullamento di un Campionato del mondo si è verificato nel 1961, quando l'aereo del Volo Sabena 548 su cui si trovava l'intera squadra di pattinaggio statunitense, è precipitato uccidendo 73 persone, compresi tutti gli atleti.
Fino al 1993 la partecipazione alle gare è stata riservata ai soli pattinatori dilettanti, mentre i professionisti si dedicavano agli show e  a competizioni non riconosciute dall'ISU, la più importante delle quali è stata denominata Campionato del mondo professionistico. Poco dopo aver vinto l'oro olimpico nel 1988 ed essere passato al professionismo, in Brian Boitano è nato il desiderio partecipare nuovamente ai Giochi olimpici. L'ISU ha accolto le sue richieste, riammettendo i professionisti nel circuito agonistico, nel 1993.

## Struttura delle gare
La dimensione ufficiale di una pista di pattinaggio è di 30x60 metri, anche se per le sue competizioni l'ISU accetta piste lievemente più piccole. Fino al 1972 le gare individuali di pattinaggio erano costituite da due parti, le figure obbligatorie e il programma libero. Nella stagione 1972-1973 è stato aggiunto un ulteriore segmento di gara, il programma corto, da eseguire dopo le figure e prima del libero. In un primo momento sia le figure che il programma libero valevano il 40% del punteggio finale, ma nel 1976 questi valori sono stati rivisti abbassando al 30% del punteggio finale il valore delle figure, lasciando al 20% il valore del programma corto e alzando al 50% il valore del programma libero. Le figure sono state eliminate al termine della stagione 1989-1990, riportando le competizioni individuali a due soli segmenti di gara, programma corto e programma libero. Le figure non hanno mai fatto parte del programma delle coppie. Le danze obbligatorie sono state abolite al termine della stagione 2009-2010.
Nei programmi corto e libero i pattinatori eseguono diversi tipi di salti e di trottole, secondo regole precise che, a seconda del programma, stabiliscono cosa è obbligatorio fare, cosa è consentito fare e cosa è proibito. Fra le trottole la più famosa è la Trottola Biellmann. Gli elementi sono uniti da passi e movimenti particolari in cui gli atleti dimostrano il controllo della pattinata definiti moves in the field. Fra i moves in the field vi sono le lune (spread eagles in inglese), le ina bauer, gli angeli (spiral in inglese), gli hydroblade, i besti squat e i cantilever.

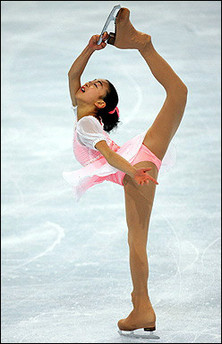
Mao Asada esegue una trottola Biellmann con una mano sola
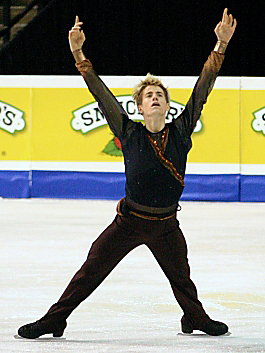
Jeffrey Buttle esegue una luna interna
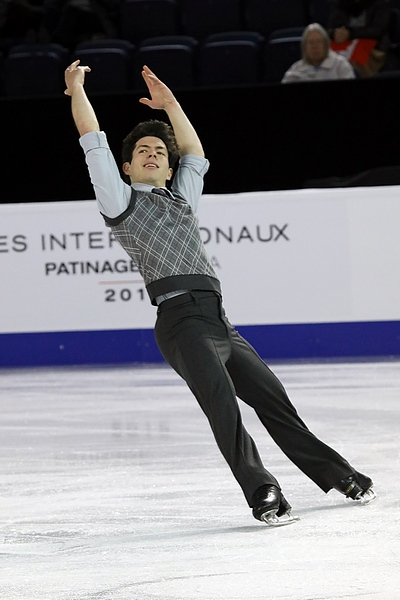
Keegan Messing esegue una luna esterna
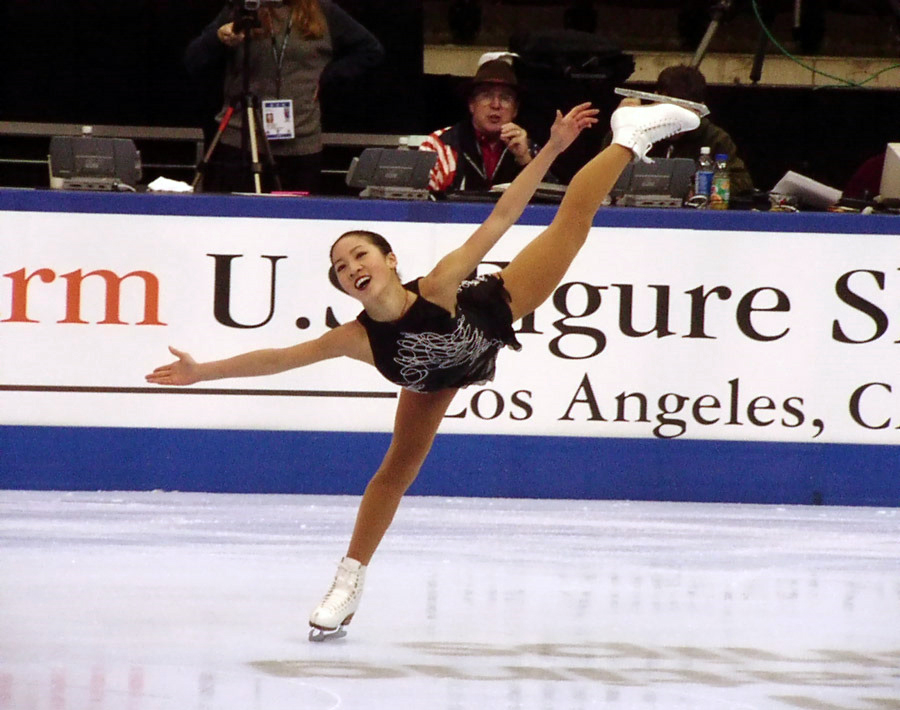
Michelle Kwan esegue un angelo
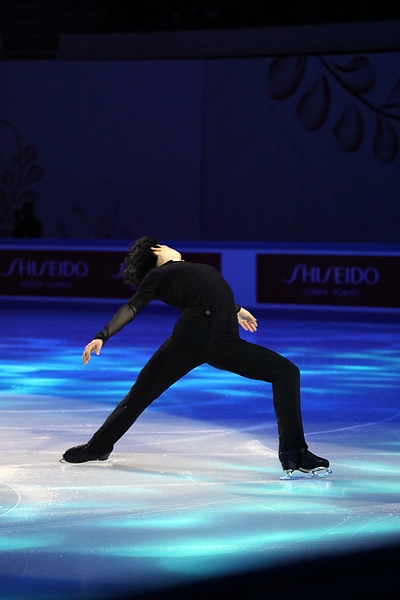
Cha Jun-hwan esegue una ina bauer in versione layback
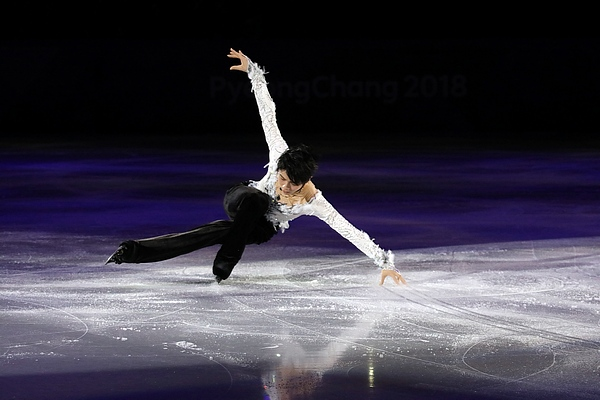
Yuzuru Hanyū esegue un hydroblade
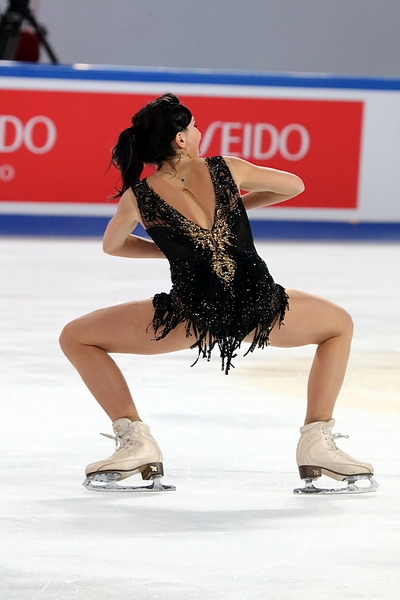
Elizaveta Tuktamyševa esegue un besti squat
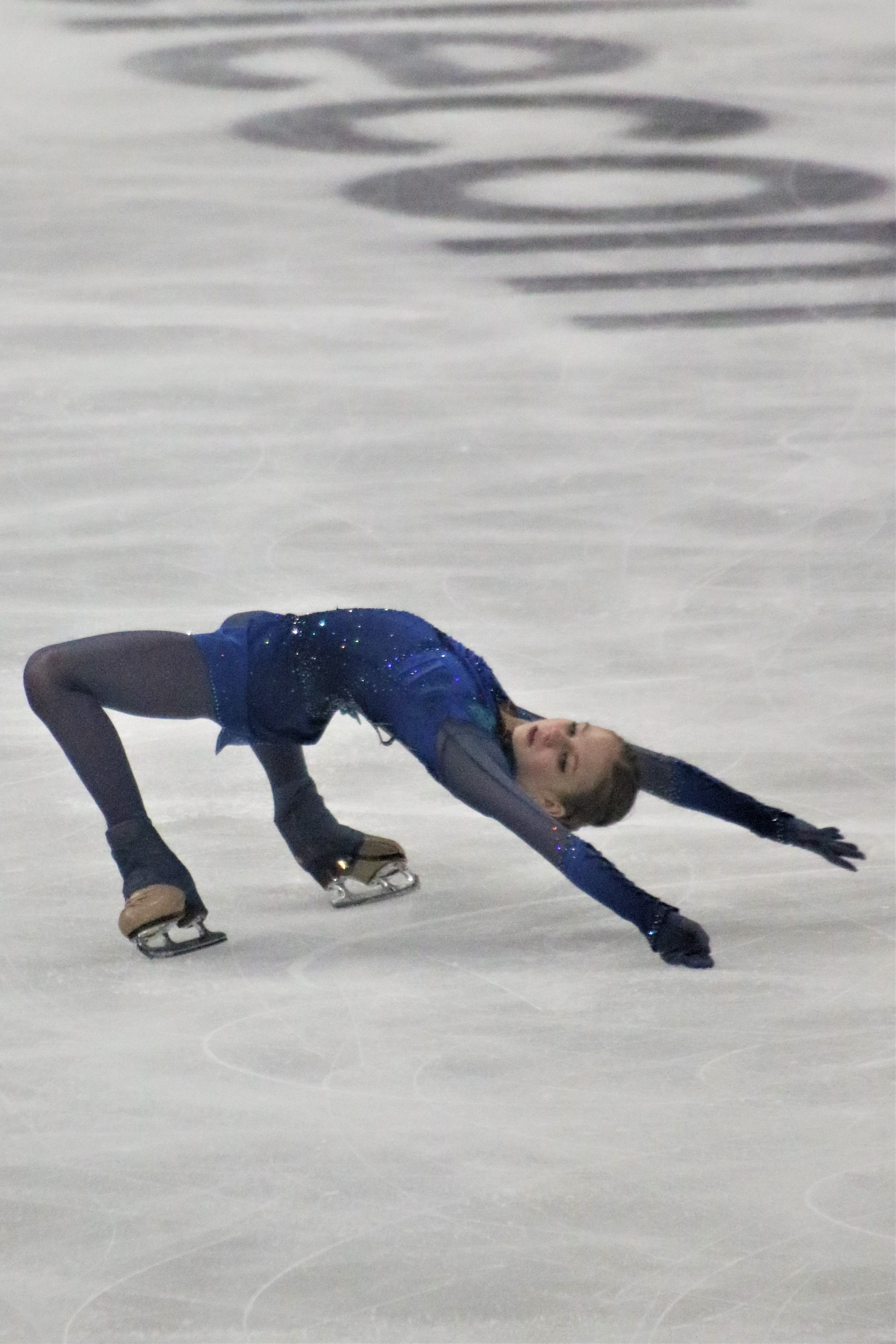
Aleksandra Trusova esegue un cantilever
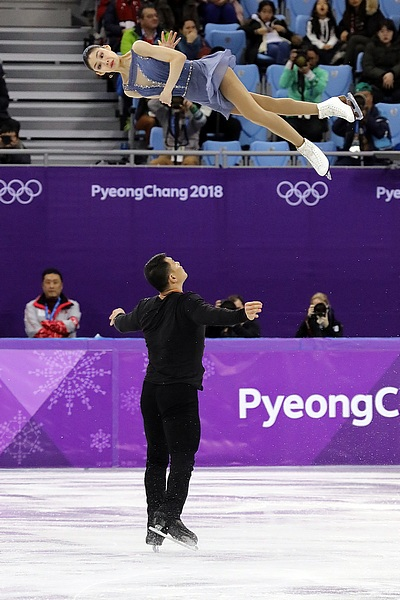
Yu Xiaoyu e Zhang Hao eseguono un twist
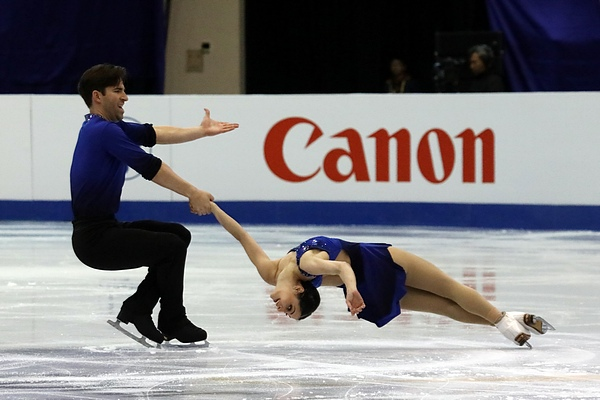
Deanna Stellato-Dudek e Nathan Bartholomay eseguono una spirale della morte

Nelle gare delle coppie i salti possono essere eseguiti fianco a fianco o essere salti lanciati, in cui l'uomo assiste la donna nell'esecuzione di una salto più ampio di quello che l'atleta riuscirebbe a fare da sola. I programmi comprendono anche twist, spirali e sollevamenti, mentre le trottole possono essere eseguite fianco a fianco o insieme.
Nella danza vengono eseguiti solo piccoli salti coreografici e sono vietati i sollevamenti al di sopra della testa dell'uomo. Fra gli elementi obbligatori vi sono sequenze di twizzle.

## ISU Judging System
Per più di cent'anni per giudicare un programma si è usato il sistema 6.0, ma dopo lo scandalo dei Giochi olimpici del 2002 il Presidente dell'ISU, Ottavio Cinquanta, ha deciso di adottare un sistema differente, l'ISU Judging System, entrato in vigore per tutte le gare internazionali fra la stagione 2003-2004 e la stagione 2004-2005. Ora il programma non si valuta più nel suo complesso, ma si valuta ogni elemento. Il punteggio è costituito da due valutazioni che a livello teorico dovrebbero avere la stessa importanza. Il primo è il punteggio tecnico, costituito dalla somma del valore base di ciascun elemento eseguito dagli atleti alzato o abbassato a seconda del grado di esecuzione (GOE), cioè del modo in cui l'elemento è stato eseguito; il secondo è il punteggio delle componenti del programma, legato alla capacità dei pattinatori di interpretare la musica e di connettere tutti gli elementi tecnici in un flusso unico. Il punteggio finale è dato dalla somma del punteggio tecnico (Total Element Score, o TES) a quello delle componenti del programma (Program Component Score, o PCS) e sottrarre eventuali penalità.

## Specialità

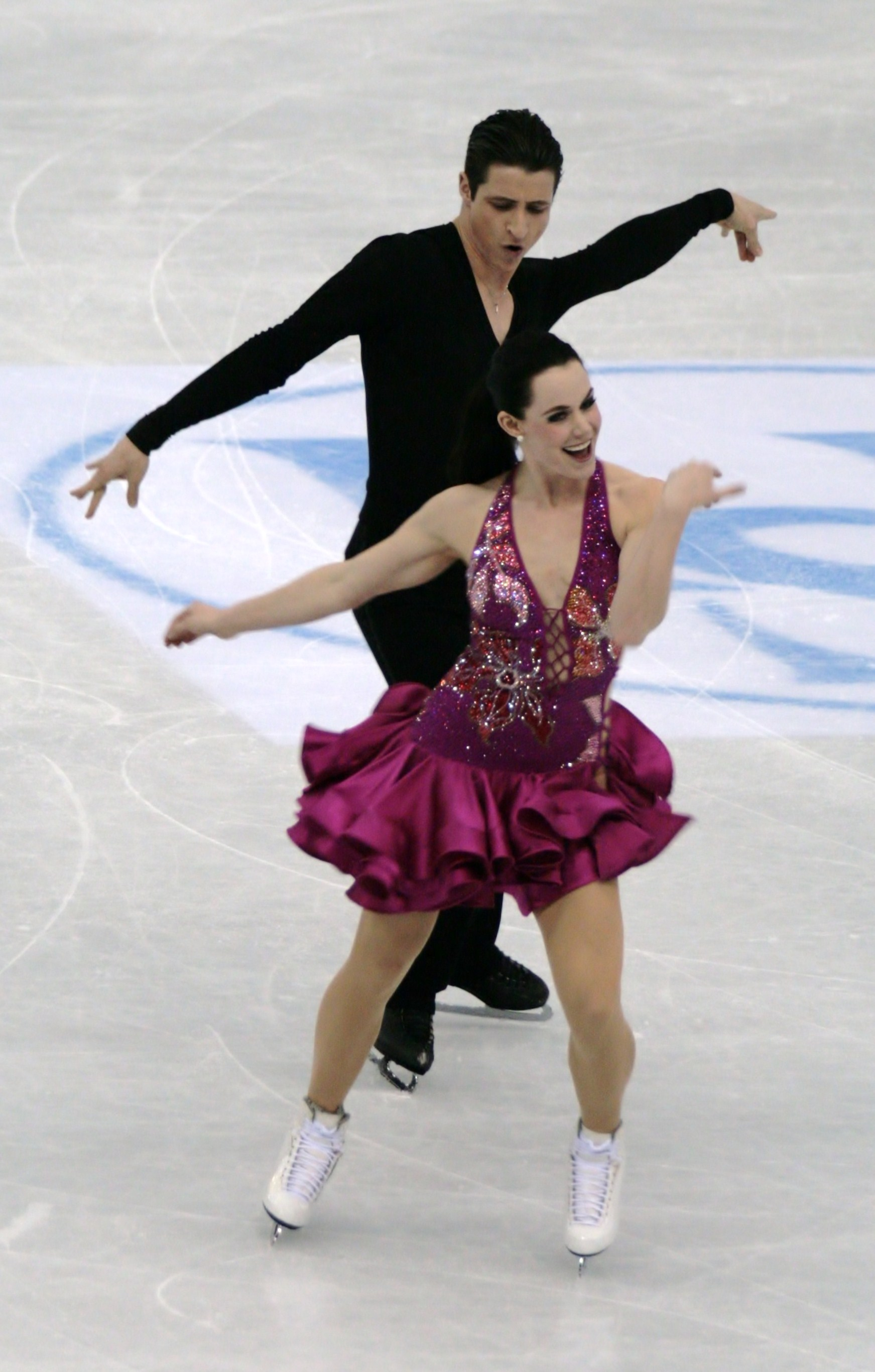
Tessa Virtue e Scott Moir al Campionato del mondo 2012

Il pattinaggio di figura comprende tre diverse specialità:

### Pattinaggio artistico
Nel pattinaggio artistico, sia individuale (sia maschile che femminile) sia a coppie, le gare si compongono di due segmenti: il programma corto e il programma libero. Nella gara a coppie il programma deve essere eseguito all'unisono dai due pattinatori, e comprende figure quali prese, sollevamenti e salti lanciati che non sono possibili nell'artistico individuale. È una disciplina olimpica.

### Danza su ghiaccio
Nella danza su ghiaccio i due segmenti di gara prendono il nome di danza ritmica e danza libera. Nella danza ritmica, chiamata anche corto o obbligatorio secondo vecchie denominazioni, i danzatori devono eseguire una parte obbligatoria su ritmo e tema specifici, decisi dall'ISU prima dell'inizio della stagione. Anche nella danza libera, chiamata anche lungo o libero, i pattinatori devono seguire delle linee guida, per esempio l'esecuzione di elementi minimi come sequenze di passi, twizzle, sollevamenti e trottole, ma viene messa maggiormente in risalto la coreografia e il piacere della danza. È la specialità meno acrobatica del pattinaggio artistico, in quanto non sono consentiti né sollevamenti oltre la linea delle spalle, né salti oltre mezzo giro. È una disciplina olimpica.

### Pattinaggio sincronizzato
Come nelle altre specialità, anche nel pattinaggio sincronizzato le gare si compongono di due segmenti. Il sincro è la specialità più giovane del pattinaggio di figura che, come suggerisce il nome, vede affrontarsi non coppie o individui, ma squadre. Ogni squadra è composta da 16 atleti, sia uomini sia donne, che pattinano all'unisono e che eseguono gli stessi elementi che si possono vedere nelle altre specialità (passi, salti, trottole e sollevamenti) formando delle figure sul ghiaccio (cerchi, blocchi, linee, stelle). Non è ancora una disciplina olimpica.

## Risultati

### Giochi olimpici

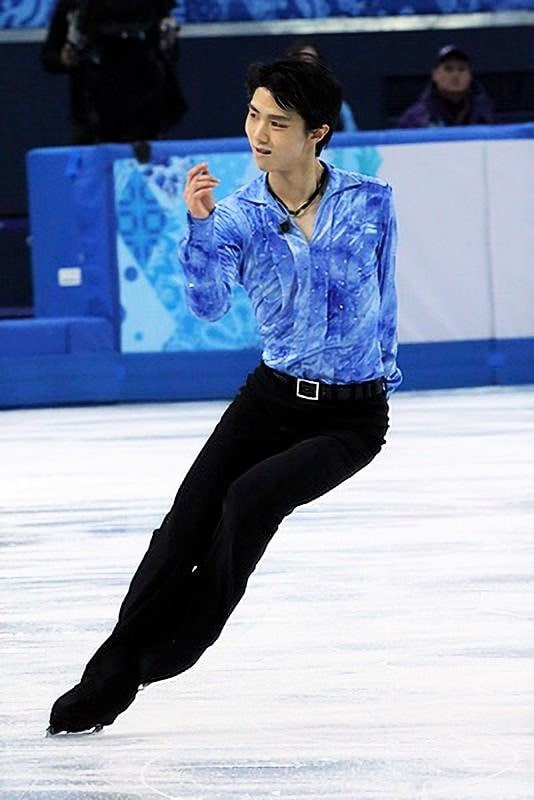
Yuzuru Hanyū ai Giochi olimpici del 2014.

Nelle tabelle sono elencati tutti i pattinatori che hanno vinto almeno due ori (escluso il Team Event) ai Giochi olimpici.
| Competizione maschile | Competizione maschile | Competizione maschile | Competizione maschile | Competizione maschile |
| Atleta                | Oro                   | Argento               | Bronzo                | totale                |
| --------------------- | --------------------- | --------------------- | --------------------- | --------------------- |
| Gillis Grafström      | 3                     | 1                     |                       | 4                     |
| Karl Schäfer          | 2                     |                       |                       | 2                     |
| Dick Button           | 2                     |                       |                       | 2                     |
| Yuzuru Hanyū          | 2                     |                       |                       | 2                     |

| Competizione femminile | Competizione femminile | Competizione femminile | Competizione femminile | Competizione femminile |
| Atleta                 | Oro                    | Argento                | Bronzo                 | totale                 |
| ---------------------- | ---------------------- | ---------------------- | ---------------------- | ---------------------- |
| Sonja Henie            | 3                      |                        |                        | 3                      |
| Katarina Witt          | 2                      |                        |                        | 2                      |

| Coppie                                                | Coppie | Coppie  | Coppie | Coppie |
| Atleta                                                | Oro    | Argento | Bronzo | totale |
| ----------------------------------------------------- | ------ | ------- | ------ | ------ |
| Unione Sovietica Irina Rodnina*                       | 3      |         |        | 3      |
| Francia Andrée Joly / Pierre Brunet                   | 2      |         | 1      | 3      |
| Unione Sovietica Ljudmila Belousova / Oleg Protopopov | 2      |         |        | 2      |
| Unione Sovietica Irina Rodnina* / Aleksandr Zajcev    | 2      |         |        | 2      |
| Russia Ekaterina Gordeeva / Sergej Grin'kov           | 2      |         |        | 2      |
| Squadra Unificata / Russia Artur Dmitriev**           | 2      |         |        | 2      |

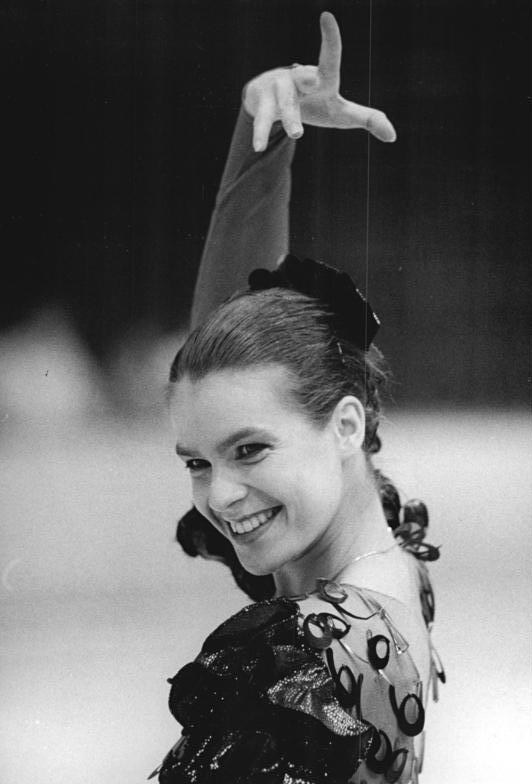
Katarina Witt nel 1988.

* Irina Rodinina ha vinto un oro pattinando con Aleksej Ulanov e due pattinando con Aleksandr Zajcev.
** Artur Dmitriev ha vinto un oro pattinando con Natal'ja Miškutënok e uno pattinando con Oksana Kazakova.
| Danza su ghiaccio                               | Danza su ghiaccio | Danza su ghiaccio | Danza su ghiaccio | Danza su ghiaccio |
| Atleta                                          | Oro               | Argento           | Bronzo            | totale            |
| ----------------------------------------------- | ----------------- | ----------------- | ----------------- | ----------------- |
| Russia Oksana Griščuk / Evgenij Platov          | 2                 |                   |                   | 2                 |
| Canada Tessa Virtue / Scott Moir                | 3 (1 S)           | 2 (1 S)           |                   | 5 (2 S)           |
| S = Medaglia vinta nella competizione a squadre |                   |                   |                   |                   |

## Competizioni principali

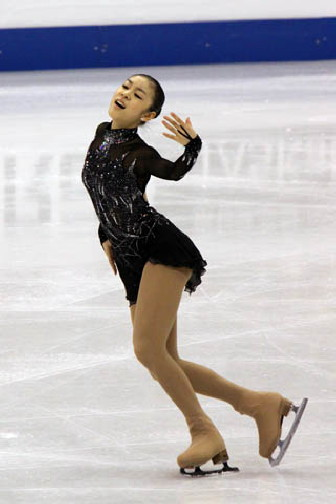
Yuna Kim al Campionato del mondo 2009.

IL calendario del pattinaggio di figura comprende numerose gare.
Giochi olimpici
Le gare di pattinaggio hanno fatto parte del programma olimpico per la prima volta nel 1908, all'interno dei Giochi olimpici estivi, all'epoca gli unici esistenti. La seconda edizione della gara si è svolta nel 1920. Dal 1924, con la nascita dei Giochi olimpici invernali, la disciplina ha sempre fatto parte della manifestazione. Le competizioni sono riservate a uomini, donne, coppie e, dal 1976, danza su ghiaccio. Nel 1908 si è svolta anche una competizione maschile riservata alle figure speciali. Nel 2014 è stata creata una competizione a squadre. La competizione si svolge ogni quatto anni. Le uniche eccezioni sono state legate alla Prima e alla Seconda guerra mondiale e alla decisione di far trascorrere un intervallo di soli due anni fra l'edizione del 1992 e quella del 1994.
Campionati mondiali
La competizione, nata nel 1896 e riservata solo agli uomini, si svolge ogni anno. La gara femminile è nata nel 1906, quella riservata alle coppie nel 1980, quella di danza su ghiaccio nel 1952.
Campionati europei
La competizione, nata nel 1891 e riservata agli uomini, si svolge ogni anno. Le competizioni femminile e di coppia sono nate nel 1930, quella di danza su ghiaccio nel 1954. Dal 1949 la gara è riservata ai soli pattinatori europei.
Campionati dei Quattro continenti
La competizione è nata nel 1999 ed è riservata ai pattinatori non europei.
Grand Prix

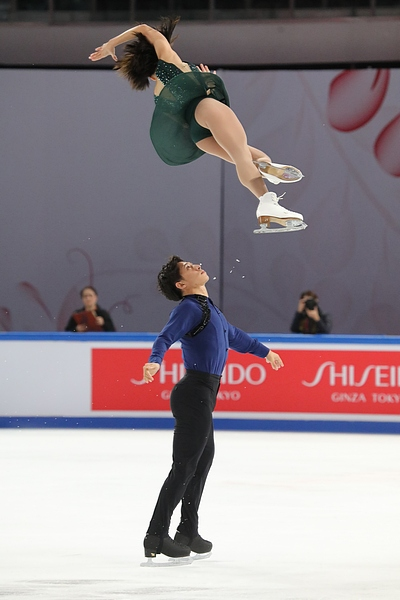
Sui Wenjing e Cong Han eseguono un twist alla Cup of China nel 2019.

Si tratta di una serie di competizioni che si svolgono dalla stagione 1995-1996. I migliori pattinatori per ciascuna specialità partecipano alla Finale. Per il campo di partecipanti l'importanza della finale è paragonabile a quella del Campionato del mondo.
Challenger Series
Serie di competizioni istituita nella stagione 2014–15, di importanza inferiore rispetto alle gare di Grand Prix.
Esistono anche numerose altre gare internazionali di importanza minore.
Campionati mondiali juniores
Competizione istituita nel 1976.
Grand Prix juniores
Circuito di gare istituito nella stagione 1997-1998 dotato di una Finale, simile al circuito senior.
World Team Trophy
Competizione riservata alle sei migliori squadre nazionali istituita nel 2009. Si svolge ogni due anni.
Universiadi invernali
Evento multisport che generalmente si svolge ogni due anni e che comprende gare di pattinaggio. Riservato agli studenti universitari.

### Competizioni non più disputate
North American Championships
Competizione biennale riservata a pattinatori canadesi e statunitensi che si è svolta fra il 1923 e il 1971.
Goodwill Games
Si tratta di un evento multisport organizzato ogni quattro anni fra il 1986 e il 2002. Il pattinaggio ha fatto parte della manifestazione in quattro edizioni, fra il 1990 e il 2002.

### Campionati nazionali
Ciascuna federazione organizza ogni anno il proprio campionato nazionale. La competizione viene generalmente usata per il ranking interno e per stabilire quali atleti inviare alle competizioni internazionali più importanti. La classifica del campionato nazionale non è vincolante, e ogni federazione stabilisce a propria discrezione criteri aggiuntivi in base ai quali fare le designazioni. Fra i campionati nazionali più importanti vi sono:
Campionati nazionali canadesi, organizzati da Skate Canada.
Campionati nazionali francesi, organizzati dalla French Federation of Ice Sports (FFSG).
Campionati nazionali giapponesi, organizzati dalla Federazione di pattinaggio del Giappone (JSF).
Campionati nazionali russi, organizzati dalla Russian Figure Skating Federation.
Campionati nazionali degli Stati Uniti d'America, organizzati dalla U.S. Figure Skating Association (USFSA).
Campionati nazionali italiani (Tabella ancora incompleta). La competizione è organizzata dalla Federazione Italiana Sport del Ghiaccio (FISG).

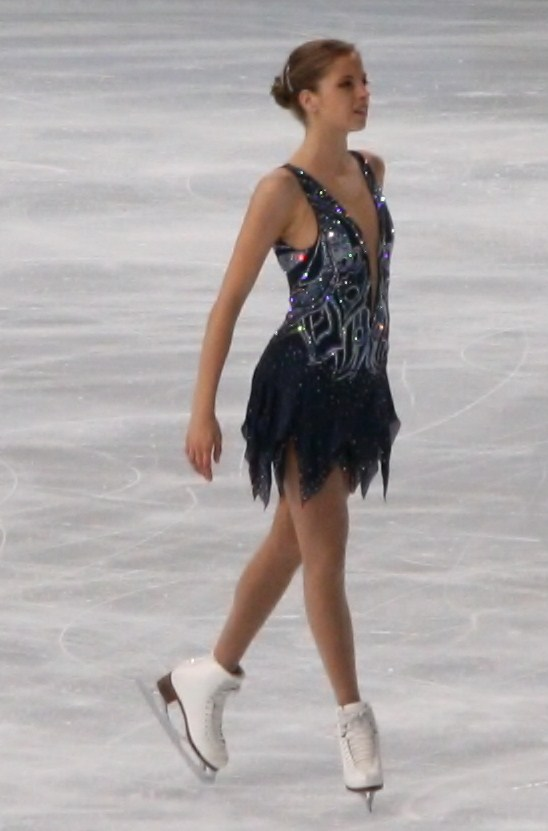
Carolina Kostner al Trophée Eric Bompard 2011.

| Data                                                                           | Luogo              | Individuale Maschile     | Individuale Femminile           | Coppia Artistico                     | Danza                                   |
| ------------------------------------------------------------------------------ | ------------------ | ------------------------ | ------------------------------- | ------------------------------------ | --------------------------------------- |
| 1942                                                                           |                    | Carlo Fassi              |                                 | Grazia Barcellona / Carlo Fassi      |                                         |
| 1943                                                                           |                    | Carlo Fassi              |                                 | Grazia Barcellona / Carlo Fassi      |                                         |
| Non ci sono competizioni nel 1944 e 1945 a causa della Seconda Guerra Mondiale |                    |                          |                                 |                                      |                                         |
| 1946                                                                           |                    | Carlo Fassi              |                                 | Grazia Barcellona / Carlo Fassi      |                                         |
| 1947                                                                           |                    | Carlo Fassi              |                                 | Grazia Barcellona / Carlo Fassi      |                                         |
| 1948                                                                           |                    | Carlo Fassi              | Grazia Barcellona               | Grazia Barcellona / Carlo Fassi      |                                         |
| 1949                                                                           |                    | Carlo Fassi              | Grazia Barcellona               | Grazia Barcellona / Carlo Fassi      |                                         |
| 1950                                                                           |                    | Carlo Fassi              | Grazia Barcellona               | Grazia Barcellona / Carlo Fassi      |                                         |
| 1951                                                                           |                    | Carlo Fassi              | Grazia Barcellona               | Grazia Barcellona / Carlo Fassi      |                                         |
| 1952                                                                           |                    | Carlo Fassi              | Grazia Barcellona               | Grazia Barcellona / Carlo Fassi      |                                         |
| 1953                                                                           |                    |                          | Grazia Barcellona / Carlo Fassi |                                      |                                         |
| 1954                                                                           | Milano             | Carlo Fassi              | Fiorella Negro                  | Grazia Barcellona / Carlo Fassi      | Bona Giammona / Giancarlo Sioli         |
| 1955                                                                           | Torino             | Sergio Bellé             | Fiorella Negro                  |                                      | Bona Giammona / Giancarlo Sioli         |
| 1956                                                                           | Cortina d'Ampezzo  | Sergio Brosio            |                                 |                                      | Bona Giammona / Giancarlo Sioli         |
| 1957                                                                           |                    | Sergio Brosio            | Anna Galmarini                  |                                      | Bona Giammona / Giancarlo Sioli         |
| 1958                                                                           |                    | Sergio Brosio            | Anna Galmarini                  |                                      | Adriana Giuggiolini / Germano Ceccatini |
| 1959                                                                           |                    | Sergio Brosio            | Anna Galmarini                  |                                      | Adriana Giuggiolini / Germano Ceccatini |
| 1960                                                                           | Asiago             | Sergio Brosio            | Anna Galmarini                  |                                      | Olga Gilardi / Germano Ceccatini        |
| 1961                                                                           | Milano             | Giordano Abbondati       | Christa von Kuczkowski          |                                      | Olga Gilardi / Germano Ceccatini        |
| 1962                                                                           | Milano             | Giordano Abbondati       | Sandra Brugnera                 |                                      | Olga Gilardi / Germano Ceccatini        |
| 1963                                                                           | Bolzano            | Giordano Abbondati       | Sandra Brugnera                 |                                      |                                         |
| 1964                                                                           | Milano             | Giordano Abbondati       | Sandra Brugnera                 | Emanuela Gianoli / Michele Bargauan  |                                         |
| 1965                                                                           | Milano             | Giordano Abbondati       | Rita Trapanese                  | Emanuela Gianoli / Michele Bargauan  |                                         |
| 1966                                                                           | Cortina d'Ampezzo  | Giordano Abbondati       | Rita Trapanese                  | Emanuela Gianoli / Michele Bargauan  | Susanna Carpanini / Sergio Pirelli      |
| 1967                                                                           | Genova             | Giordano Abbondati       | Rita Trapanese                  |                                      | Susanna Carpanini / Sergio Pirelli      |
| 1968                                                                           | Milano             | Giordano Abbondati       | Rita Trapanese                  |                                      | Susanna Carpanini / Sergio Pirelli      |
| 1969                                                                           | Merano             | Stefano Bargauan         | Rita Trapanese                  |                                      | Matilde Ciccia / Lamberto Ceserani      |
| 1970                                                                           | Merano             | Stefano Bargauan         | Rita Trapanese                  |                                      | Matilde Ciccia / Lamberto Ceserani      |
| 1971                                                                           | Ortisei            | Stefano Bargauan         | Rita Trapanese                  |                                      | Matilde Ciccia / Lamberto Ceserani      |
| 1972                                                                           |                    | Stefano Bargauan         | Rita Trapanese                  |                                      | Matilde Ciccia / Lamberto Ceserani      |
| 1973                                                                           |                    | Rolando Bragaglia        | Cinza Frosio                    |                                      | Matilde Ciccia / Lamberto Ceserani      |
| 1974                                                                           |                    | Rolando Bragaglia        | Cinza Frosio                    |                                      | Matilde Ciccia / Lamberto Ceserani      |
| 1975                                                                           |                    | Rolando Bragaglia        | Susanna Driano                  |                                      | Matilde Ciccia / Lamberto Ceserani      |
| 1976                                                                           |                    | Rolando Bragaglia        | Susanna Driano                  |                                      | Matilde Ciccia / Lamberto Ceserani      |
| 1977                                                                           |                    |                          | Susanna Driano                  |                                      | Isabella Rizzi / Luigi Freroni          |
| 1978                                                                           |                    |                          | Susanna Driano                  |                                      | Isabella Rizzi / Luigi Freroni          |
| 1979                                                                           |                    |                          | Susanna Driano                  |                                      | Isabella Rizzi / Luigi Freroni          |
| 1980                                                                           |                    |                          | Susanna Driano                  |                                      |                                         |
| 1981                                                                           |                    | Bruno del Maestro        | Karin Telser                    |                                      | Elisabetta Parisi / Roberto Pelizzola   |
| 1982                                                                           |                    | Bruno del Maestro        | Karin Telser                    |                                      | Isabella Micheli / Roberto Pelizzola    |
| 1983                                                                           |                    | Bruno del Maestro        | Karin Telser                    |                                      | Isabella Micheli / Roberto Pelizzola    |
| 1984                                                                           |                    | Alessandro Riccitelli    | Karin Telser                    |                                      | Isabella Micheli / Roberto Pelizzola    |
| 1985                                                                           | Belluno            | Alessandro Riccitelli    | Paola Tosi                      |                                      | Isabella Micheli / Roberto Pelizzola    |
| 1986                                                                           |                    | Alessandro Riccitelli    | Beatrice Gelmini                |                                      | Isabella Micheli / Roberto Pelizzola    |
| 1987                                                                           |                    | Alessandro Riccitelli    | Beatrice Gelmini                |                                      | Lia Trovati / Roberto Pelizzola         |
| 1988                                                                           |                    | Alessandro Riccitelli    | Beatrice Gelmini                |                                      | Lia Trovati / Roberto Pelizzola         |
| 1989                                                                           |                    | Alessandro Riccitelli    | Sabine Contini                  |                                      | Stefania Calegari / Pasquale Camerlengo |
| 1990                                                                           |                    | Alessandro Riccitelli    | Beatrice Gelmini                |                                      | Anna Croci / Luca Mantovani             |
| 1991                                                                           |                    | Alessandro Riccitelli    | Beatrice Gelmini                | Anna Tabacchi / Massimo Salvadè      | Stefania Calegari / Pasquale Camerlengo |
| 1992                                                                           |                    | Gilberto Viadana         | Margaret Schlater               | Anna Tabacchi / Massimo Salvadè      | Stefania Calegari / Pasquale Camerlengo |
| 1993                                                                           |                    | Fabrice Garattoni        | Christina Mauri                 |                                      | Stefania Calegari / Pasquale Camerlengo |
| 1994                                                                           |                    | Fabrice Garattoni        | Silvia Fontana                  | Marta Andrella / Dmitri Kaploun      | Barbara Fusar-Poli / Alberto Reani      |
| 1995                                                                           |                    | Fabrice Garattoni        | Vanessa Giunchi                 | Marta Andrella / Dmitri Kaploun      | Barbara Fusar-Poli / Maurizio Margaglio |
| 1996                                                                           |                    | Fabrice Garattoni        | Silvia Fontana                  | Inga Rodionova / Claudio Fico        | Barbara Fusar-Poli / Maurizio Margaglio |
| 1997                                                                           |                    | Gilberto Viadana         | Tony Bombardieri                | Nessun partecipante                  | Barbara Fusar-Poli / Maurizio Margaglio |
| 1998                                                                           |                    | Gilberto Viadana         | Tony Bombardieri                | Nessun partecipante                  | Barbara Fusar-Poli / Maurizio Margaglio |
| 1999                                                                           | Milano             | Angelo Dolfini           | Silvia Fontana                  |                                      | Barbara Fusar-Poli / Maurizio Margaglio |
| 2000                                                                           | Merano             | Angelo Dolfini           | Silvia Fontana                  |                                      | Barbara Fusar-Poli / Maurizio Margaglio |
| 2001                                                                           |                    | Angelo Dolfini           | Vanessa Giunchi                 | Michela Cobisi / Ruben De Pra        | Barbara Fusar-Poli / Maurizio Margaglio |
| 2002                                                                           | Renon              | Angelo Dolfini           | Silvia Fontana                  | Michela Cobisi / Ruben De Pra        | Barbara Fusar-Poli / Maurizio Margaglio |
| 2003                                                                           | Lecco              | Karel Zelenka            | Carolina Kostner                | Nessun partecipante                  | Federica Faiella / Massimo Scali        |
| 2004                                                                           | Milano             | Karel Zelenka            | Valentina Marchei               | Nessun partecipante                  | Federica Faiella / Massimo Scali        |
| 2005                                                                           | Merano             | Karel Zelenka            | Carolina Kostner                | Nessun partecipante                  | Federica Faiella /Massimo Scali         |
| 2006                                                                           | Sesto San Giovanni | Karel Zelenka            | Carolina Kostner                | Nessun partecipante                  | Barbara Fusar-Poli / Maurizio Margaglio |
| 2007                                                                           | Trento             | Karel Zelenka            | Carolina Kostner                | Laura Magitteri / Ondřej Hotárek     | Federica Faiella / Massimo Scali        |
| 2008                                                                           | Milano             | Samuel Contesti          | Valentina Marchei               | Laura Magitteri / Ondřej Hotárek     | Federica Faiella / Massimo Scali        |
| 2009                                                                           | Pinerolo           | Samuel Contesti          | Carolina Kostner                | Nicole Della Monica / Yannick Kocon  | Federica Faiella / Massimo Scali        |
| 2010                                                                           | Brescia            | Samuel Contesti          | Valentina Marchei               | Nicole Della Monica / Yannick Kocon  | Federica Faiella / Massimo Scali        |
| 2011                                                                           | Milano             | Samuel Contesti          | Carolina Kostner                | Stefania Berton / Ondřej Hotárek     | Federica Testa / Christopher Mior       |
| 2012                                                                           | Courmayeur         | Samuel Contesti          | Valentina Marchei               | Stefania Berton / Ondřej Hotárek     | Anna Cappellini / Luca Lanotte          |
| 2013                                                                           | Milano             | Paul Bonifacio Parkinson | Carolina Kostner                | Stefania Berton / Ondřej Hotárek     | Anna Cappellini / Luca Lanotte          |
| 2014                                                                           | Merano             | Ivan Righini             | Valentina Marchei               | Stefania Berton / Ondřej Hotárek     | Anna Cappellini / Luca Lanotte          |
| 2015                                                                           | Torino             | Ivan Righini             | Giada Russo                     | Valentina Marchei / Ondřej Hotárek   | Anna Cappellini / Luca Lanotte          |
| 2016                                                                           | Torino             | Ivan Righini             | Giada Russo                     | Nicole Della Monica / Matteo Guarise | Anna Cappellini / Luca Lanotte          |
| 2017                                                                           | Egna               | Ivan Righini             | Carolina Kostner                | Nicole Della Monica / Matteo Guarise | Anna Cappellini / Luca Lanotte          |
| 2018                                                                           | Milano             | Matteo Rizzo             | Carolina Kostner                | Nicole Della Monica / Matteo Guarise | Anna Cappellini / Luca Lanotte          |
| 2019                                                                           | Trento             | Daniel Grassl            | Alessia Tornaghi                | Nicole Della Monica / Matteo Guarise | Charlène Guignard / Marco Fabbri        |
| 2020                                                                           | Bergamo            | Daniel Grassl            | Alessia Tornaghi                | Nicole Della Monica / Matteo Guarise | Charlène Guignard / Marco Fabbri        |
| 2021                                                                           | Egna               | Daniel Grassl            | Lara Naki Gutmann               | Nicole Della Monica / Matteo Guarise | Charlène Guignard / Marco Fabbri        |
| 2022                                                                           | Torino             | Daniel Grassl            | Lara Naki Gutmann               | Nicole Della Monica / Matteo Guarise | Charlène Guignard / Marco Fabbri        |
| 2023                                                                           | Brunico            | Matteo Rizzo             | Lara Naki Gutmann               | Sara Conti / Niccolò Macii           | Charlène Guignard / Marco Fabbri        |
| 2024                                                                           | Pinerolo           | Nikolaj Memola           | Sarina Joos                     | Rebecca Ghilardi / Filippo Ambrosini | Charlène Guignard / Marco Fabbri        |
| 2025                                                                           | Varese             | Daniel Grassl            | Anna Pezzetta                   | Sara Conti / Niccolò Macii           | Charlène Guignard / Marco Fabbri        |